# 야생생물

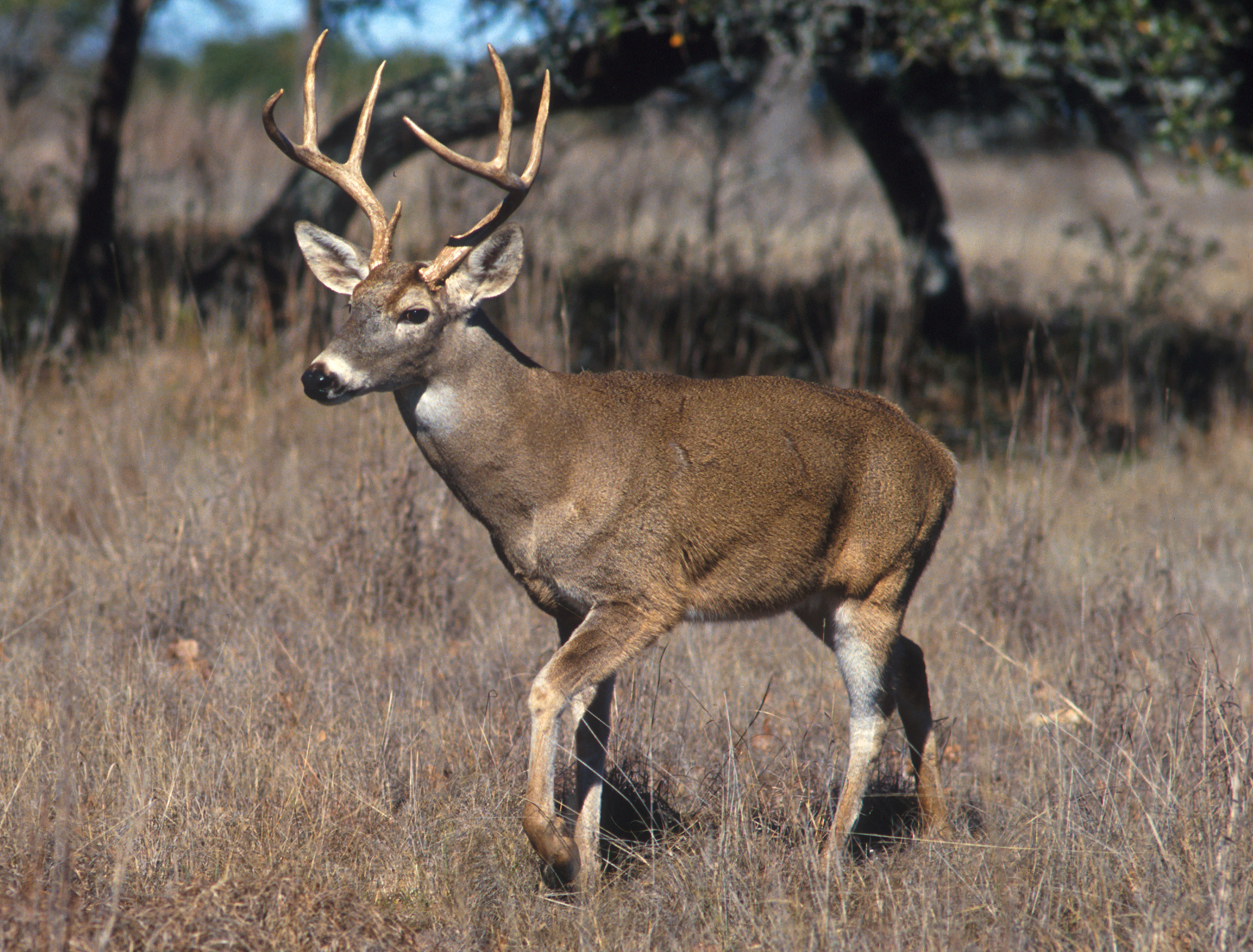
사슴

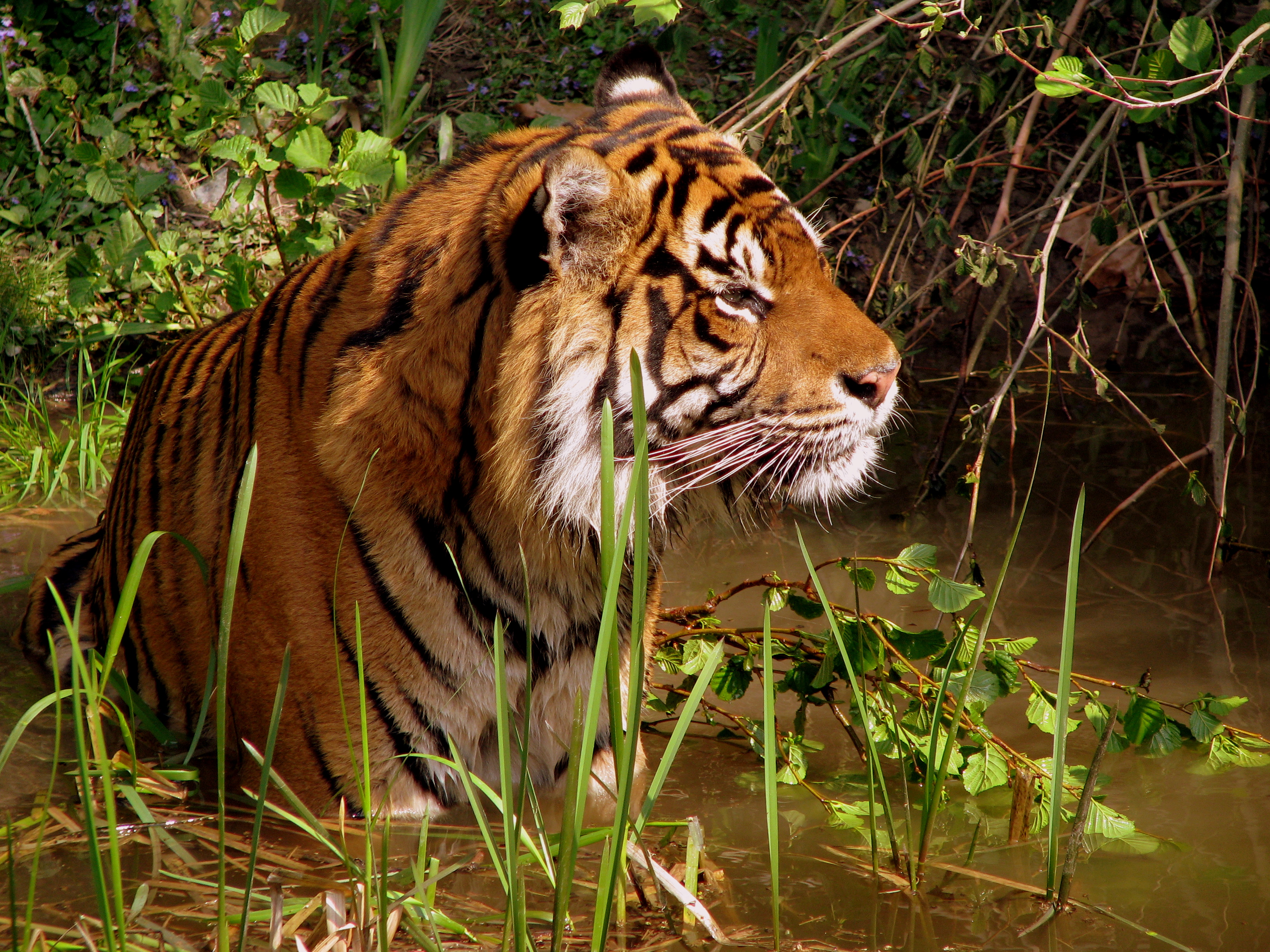
습지의 호랑이

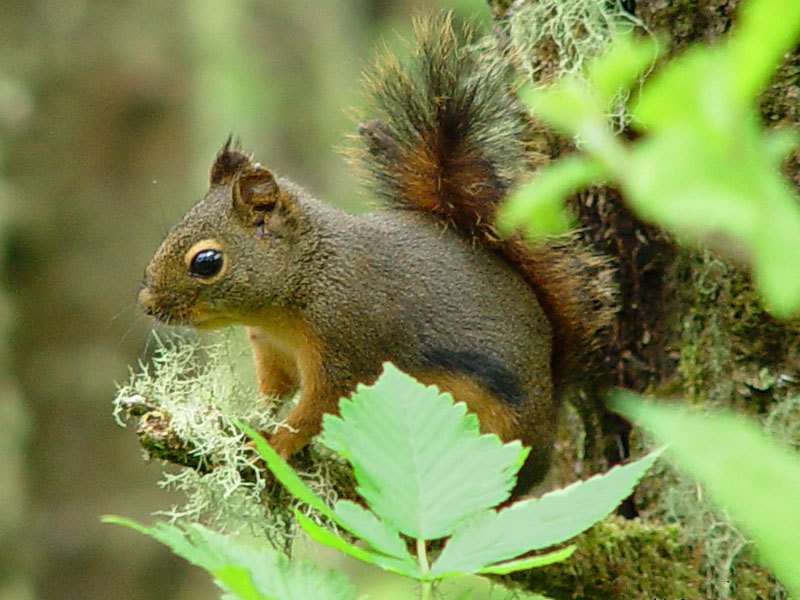
더글라스다람쥐

야생생물(野生生物)은 자연 그대로 나서 자연 그대로 자라는 동물이나 식물을 말한다. 인간에게 알려지지 않고 사막 등 야생의 한 지역에서 사는 동식물을 포함한다.

## 같이 보기
- 동물에게 먹이를 주지 마시오
- 멸종위기종